# От първоизточника
„От първоизточника“ (на английски: The Horse's Mouth) е британска комедия от 1958 година на режисьора Роналд Ним с участието на Алек Гинес, създаден по негов сценарий, адаптация на едноименен роман от 1944 година.

## Сюжет
Ексцентричният художник Гъли Джимсън (Алек Гинес) излиза от затвора, след като е излежал едномесечна присъда заради телефонен тормоз към спонсора си, господин Хиксън (Ърнест Тесигър). Ноузи Барбън (Майк Морган), който желае да бъде протеже на Джимсън, го посреща на входа на затвора и го поздравява. Джимсън се опитва да убеди Ноузи, че с рисуване не може да си уреди живота. Джимсън взима на заем велосипеда на Ноузи, за да се прибере в лодката, която използва за дом и където по-възрастната му приятелка Кокър (Кей Уолш) е отседнала, докато него го няма.
Джимсън се опитва да заеме пари от Хиксън и Кокър, но Хиксън информира полицията с молба, да проследят телефонното обаждане. По-късно Джимсън и Кокър посещават Хиксън, за да се опитат да осигурят авансово плащане за по-ранните творби на Джимсън. Той се опитва да открадне произведения на изкуството от дома на Хиксън, но Кокър го спира. Хиксън и секретарката му се обаждат в полицията, за да арестуват Джимсън. Той счупва един прозорец и двамата с Кокър напускат къщата през входа за слугите.
Джимсън отговаря на запитване от страна на Алабастър (Артър Макрей), секретар на Сър Уилям (Робърт Куут) и Лейди Бийдър (Вероника Търлий), които се интересуват от ранните му творби. Една от тези картини е собственост на бившата съпруга на Джимсън, Сара Мъндей (Рене Хюстън). Джимсън и Кокър се опитват да постигнат споразумение със Сара, за да се сдобият с ранната живопис, но неуспешно.
Когато Джимсън посещава семейство Бийдър, той вижда огромна гола стена в резиденцията им, което го вдъхновява да нарисува картина върху нея. Той разбира, че семейството заминава на почивка за шест седмици и се възползва от отсъствието им, за да осъществи замисъла си. Един стар съперник на Джимсън, Абел (Майкъл Гоф) пристига в резиденцията, носейки голям мраморен блок, за да направи скулптура. Спорейки за ценностите на семейство Бийдър, двамата по невнимание разрушават част от пода на жилището, когато монолита неволно пада. Джимсън успява да завърши творбата си преди семейството да се прибере. Шокирани от вида на картината, те падат в дупката на пода, зейнала при падането на камъка.
Джимсън се връща на лодката си и открива там Кокър. Тя е била уволнена от бара, в който работи, след като пресата е разпространила информацията за инцидента в дома на Хиксън и тя няма къде другаде да отиде. По-късно същата вечер Кокър изненадва Джимсън с новината, че Хиксън е мъртъв и е завещал колекцията си от ранни творби на Джимсън на нацията. Картините са изложени в галерията „Тейт“, която Джимсън посещава. На изложбата, Джимсън забелязва Сара и не пропуска да и припомни, че една от неговите картини е все още нейно притежание. Тя се преструва, че е склонна да му я върне и дава на Джимсън тубуса, който носи със себе си. Когато се връща на лодката, той, Кокър и Ноузи откриват, че тубуса съдържа ролки тоалетна хартия, а не желаната картина. Ноузи и Джимсън отиват в къщата на Сара. Джимсън и Сара започват да спорят и да се гонят около картината и Сара пада назад, удря си главата и изпада в безсъзнание. Джимсън и Ноузи напускат къщата.
Джимсън и Ноузи намират убежище в една изоставена черква. Ноузи забелязва огромната, бяла стена на черквата и я показва на Джимсън. Гледката го вдъхновява да нарисува върху стената най-голямата картина в живота си. Научавайки, че черквата ще бъде разрушена в рамките на две седмици, Джимсън, Ноузи и Кокър наемат местни младежи, които да помогнат за завършването на картината. Местният съвет, отговарящ за събарянето на сградата, се противопоставя на тяхната дейност. Джимсън се обръща за помощ към Лейди Бийдър, въпреки болката, която и е причинил. Картината е завършена в деня на разрушаването на черквата. След като екипа предупреждава всички да стоят на страна, един булдозер преминава с трясък през стената и разрушава картината. Джимсън скача в булдозера и го подкарва, чувствайки необходимост той лично да унищожи произведението си, преди да го е направил някой друг. Хората започват да протестират пред съвета срещу разрушаването на черквата. В това време Джимсън бяга към лодката си и отплава по Темза, преди Ноузи и Кокър да успеят да го спрат.

## В ролите
- Алек Гинес като Гъли Джимсън
- Кей Уолш като Мис Кокър
- Рене Хюстън като Сара Мъндей
- Майк Морган като Ноузи
- Робърт Куут като Сър Уилям Бийдър
- Артър Макрей като Алабастър
- Вероника Търлий като Лейди Бийдър
- Майкъл Гоф като Абел
- Реджиналд Бекуит като капитан Джоунс
- Ърнест Тесигър като Хиксън
- Джилиан Вон като Лоли

## Награди и номинации
- Награда на „Националния съвет на кинокритиците на САЩ“ за най-добра второстепенна женска роля на Кей Уолш от 1958 година.
- Награда на „Националния съвет на кинокритиците на САЩ“ за един от най-добрите чуждестранни филми от 1958 година.
- Награда Сант Жорди за най-добър чуждестранен актьор на Алек Гинес от 1961 година.
- Награда Волпи за най-добър актьор на Алек Гинес от Международния кинофестивал във Венеция, Италия през 1958 година.
- Второ място за наградата на „Филмовите критици на Ню Йорк“ за най-добър актьор на Алек Гинес от 1958 година.
- Трето място за Златен Лоуръл от наградите Лоуръл за най-добра мъжка комедийна роля на Алек Гинес от 1959 година.
- Номинация за Оскар за най-добър сценарий, основаващ се на материали от друг източник на Алек Гинес от 1959 година.
- Номинация за БАФТА за най-добра британска актриса на Кей Уолш от 1960 година.
- Номинация за БАФТА за най-добър британски сценарий на Алек Гинес от 1960 година.
- Номинация за Златен лъв за най-добър филм от Международния кинофестивал във Венеция, Италия през 1958 година.[1]